# Physocephala halterata
Physocephala halterata är en tvåvingeart som beskrevs av Enrico Adelelmo Brunetti 1925. Physocephala halterata ingår i släktet Physocephala och familjen stekelflugor. Inga underarter finns listade i Catalogue of Life.